# Thuróczy Károly (főispán)
Turócszentmihályi és alsóköröskényi Thuróczy Károly (Nyitra, 1879. február 7. – ?) főispán.

## Élete
Szülei Thuróczy Vilmos főispán és székeli Tóth Zsuzsanna csillagkeresztes hölgy. Testvére Thuróczy Tibor (1882-1945). Felesége Madarász Margit Laura volt.
Jogi tanulmányai befejeztével államtudományi államvizsgát tett. 1901-től szolgabíró lett Nyitrán, majd főszolgabíró volt Tornócon és Nyitrán. Később alispánná választották, s hivatalát a csehszlovák államfordulatig megtartotta, de azt követően is tovább küzdött a magyarság érdekeiért. Az első bécsi döntés után előbb főszolgabíró volt Verebélyen, majd 1940. július 8-án Nyitra és Pozsony k.e.e. vármegye főispánjává nevezték ki. 1942-1944 között egyben Bars és Hont k.e.e. vármegye főispánja.
A hatalomváltásig a Felvidéki Magyar Közművelődési Egyesület elnöke és a felsőmagyarországi közélet fontos szereplője volt. Már diákkorában gyarapította a Nyitrai Piarista Gimnázium természetrajzi gyűjteményeit.

## Elismerései
- Polgári hadi érdemkereszt